# Custenaus
Os Custenaus são um grupo indígena que habitava junto à cabeceira do rio Xingu, no estado brasileiro do Mato Grosso.